# Gaëtan Guyonnet
Pour les articles homonymes, voir Guyonnet.
Gaëtan Guyonnet, né le 9 juin 1990, est un kayakiste français. Il est le frère de Damien Guyonnet.

## Palmarès
- Championnats du monde de descente 2012
  -  Médaille d'or en C2 classique par équipe.
  -  Médaille d'or en C2 sprint par équipe.
  -  Médaille d'argent en C2 sprint avec Damien Guyonnet.
- Championnats du monde de descente 2013
  -  Médaille d'or en C2 sprint par équipe.
- Championnats du monde de descente 2014
  -  Médaille d'or en C2 classique par équipe.
  -  Médaille d'or en C2 sprint par équipe.
- Championnats du monde de descente 2015
  -  Médaille d'or en C2 sprint par équipe.
  -  Médaille d'or en K1 sprint par équipe.
- Championnats du monde de descente 2016
  -  Médaille d'argent en K1 sprint par équipe.
- Championnats du monde de descente 2017
  -  Médaille d'or en K1 sprint par équipe.
  -  Médaille de bronze en K1 sprint.